# Heuchelhof

Panorama des Bauabschnitts Straßburger Ring (H1)

Der Heuchelhof ist ein Stadtbezirk und gleichzeitig ein Stadtteil im Süden Würzburgs. Er ist der jüngste Stadtteil dieser Stadt, jedoch das älteste Siedlungsgebiet im weiten Umkreis. Beim Bau des Körperbehindertenzentrums im Jahre 1974 stieß man auf Spuren alter Besiedlung.
Der Name Heuchelhof ist zusammengesetzt aus „Hof“ und einer alten Sprachform von Hügel („Heuchel“) und bedeutet „der Hof auf dem Hügel“.

## Geschichte
Schon bevor die keltische Fliehburg auf dem Marienberg angelegt wurde, siedelten um den See an der heutigen Berner Straße Menschen.
Daran erinnern heute noch einige Steinanlagen im keltisch anmutenden Stil.
Der Heuchelhof gehörte zum Gemeindegebiet von Heidingsfeld. Mit diesem kam das Gebiet am 1. Januar 1930 zu Würzburg.
Auf Anregung von Oberbürgermeister Helmuth Zimmerer kaufte die Stadt Würzburg 1961 von Freiherr Otto Philipp von Trockau Gelände und Felder des ehemaligen Gutshofes Heuchelhof, wo ab Juni 1968 ein neues Wohngebiet, unter anderem mit Hochhäusern, entstand. Die ersten Plangutachten dazu lagen im Dezember 1965 vor. Das erste Einfamilienhaus im neuen Stadtteil war im März 1972 fertiggestellt.
1980 erfolgte eine Abkehr vom Hochhausbau. Das ist wohl ein Grund dafür, dass die höchsten vorgesehenen Gebäude nördlich des Place de Caen (Marktplatz) nicht mehr gebaut wurden und einige der realisierten Hochhäuser weniger Geschosse als vorgesehen bekamen.
Gleichzeitig bilden diese Hochhäuser auch einen markanten Geländepunkt, der vielen auf der Autobahn Vorbeifahrenden ins Auge sticht.
1995 hatte der Heuchelhof ca. 4000 Wohnungen und die Bevölkerung ist auf ca. 12.000 Bewohner angestiegen. Es wohnten knapp 10 % der Würzburger Bevölkerung auf dem Heuchelhof und machten ihn damit zum größten Stadtteil Würzburgs. Lebensgewohnheiten verschiedener Nationalitäten, unterschiedliche kulturelle und soziale Prägungen machten das Zusammenleben nicht immer einfach. Bedingt durch den sozialen Wohnungsbau waren die Gegensätze hier sehr groß. Als Brennpunkt dieses Stadtteils wurde immer wieder der H1 (Straßburger Ring) genannt, der im Volksmund manchmal „Kleinmoskau“ genannt wird. Inzwischen hat sich diese Situation dank vieler Aktionen und Maßnahmen deutlich verbessert. Einen großen Anteil leistet der Förderverein „Abenteuerland“, welcher umbenannt wurde in „Integrative und Präventive Kinder- und Jugendprojekte“. Der Förderverein leitet und organisiert seit vielen Jahren das Projekt. Kinder und Jugendliche zwischen fünf und 15 Jahren aus allen Teilen der Stadt Würzburg nehmen daran teil.
Seit 2001 werden im Rahmen der Sozialen Stadt, einem Bund-Länder-Programm, bauliche Maßnahmen von Bürgern erarbeitet und umgesetzt. So haben sich Bürger an der städtebaulichen Entwicklung speziell im H1 mitbeteiligt. Sie geben Planungshilfen und werden bei Verbesserungen mit einbezogen.
Im Herbst 2005 wurde die gesamte Place de Caen renoviert und mit mehr Sitzgelegenheiten und Pflastersteinboden ausgestattet. Zudem wurde eine neue Filiale der hiesigen Bank (Sparkasse) eröffnet, die ebenfalls zu einem verschönerten Stadtteilbild beiträgt.

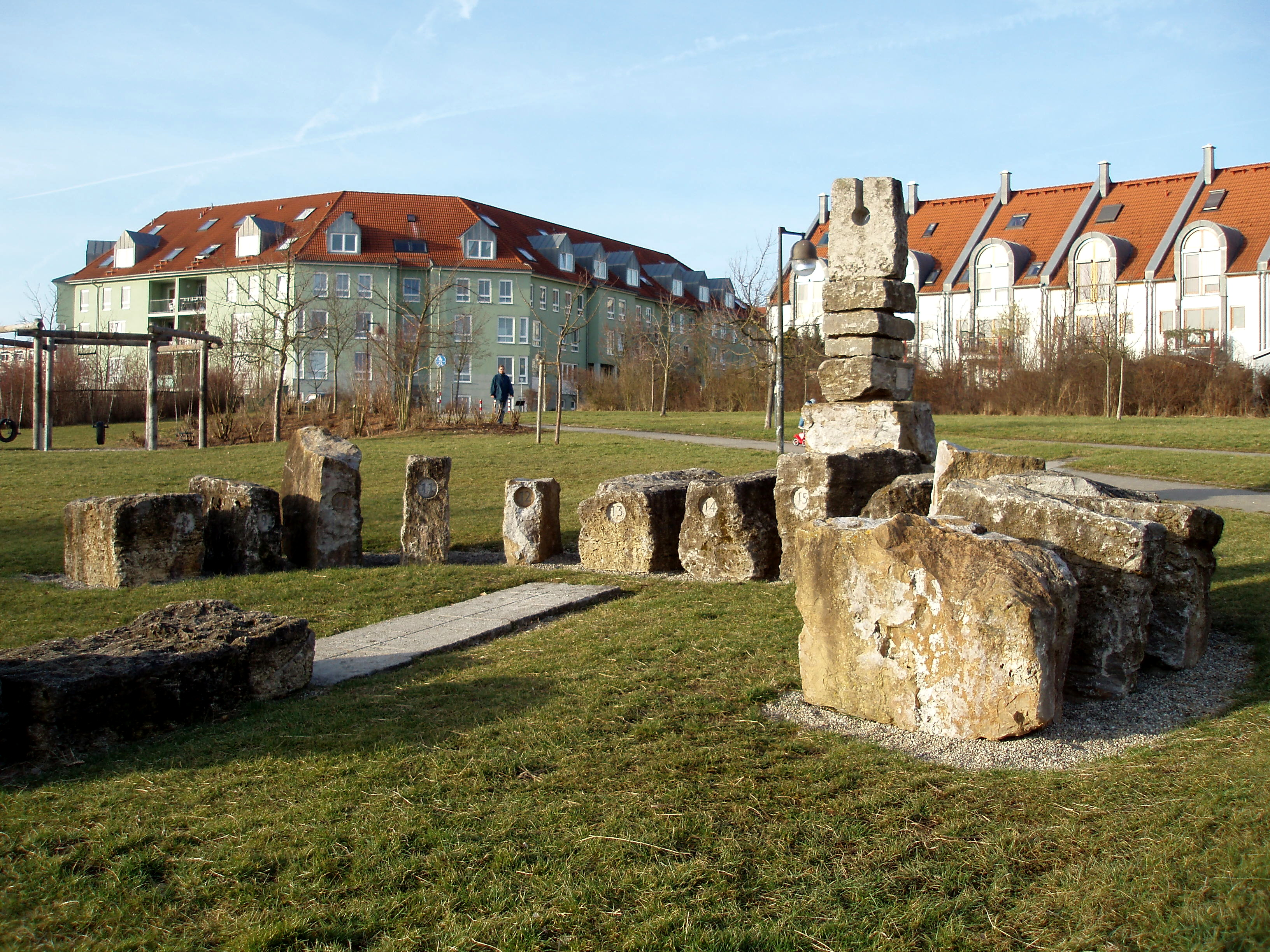
Diese Sonnenuhr im keltisch anmutenden Stil erinnert an die ersten Siedler
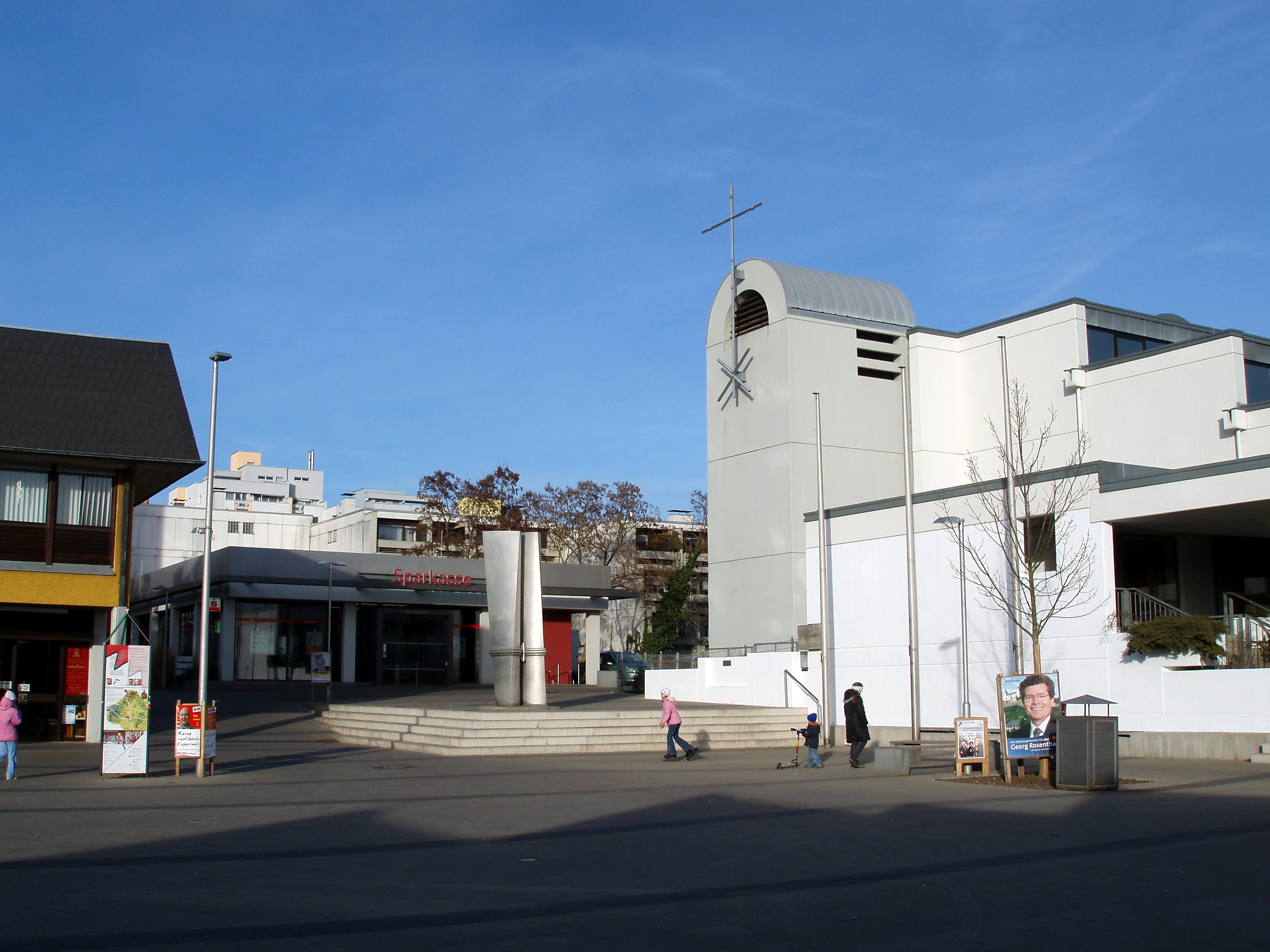
Place de Caen auf dem Heuchelhof mit St. Sebastian
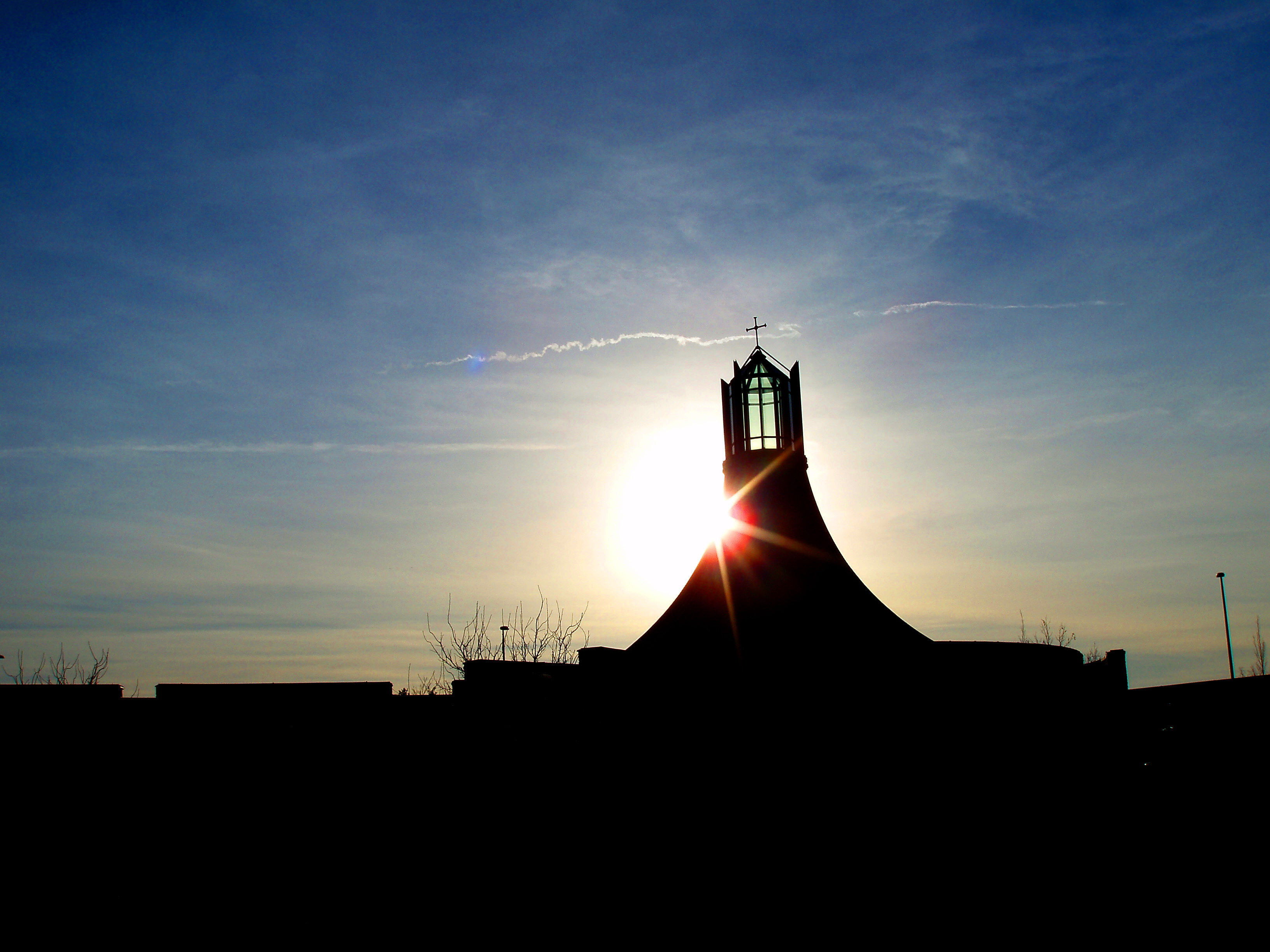
Die Silhouette der Gethsemanekirche
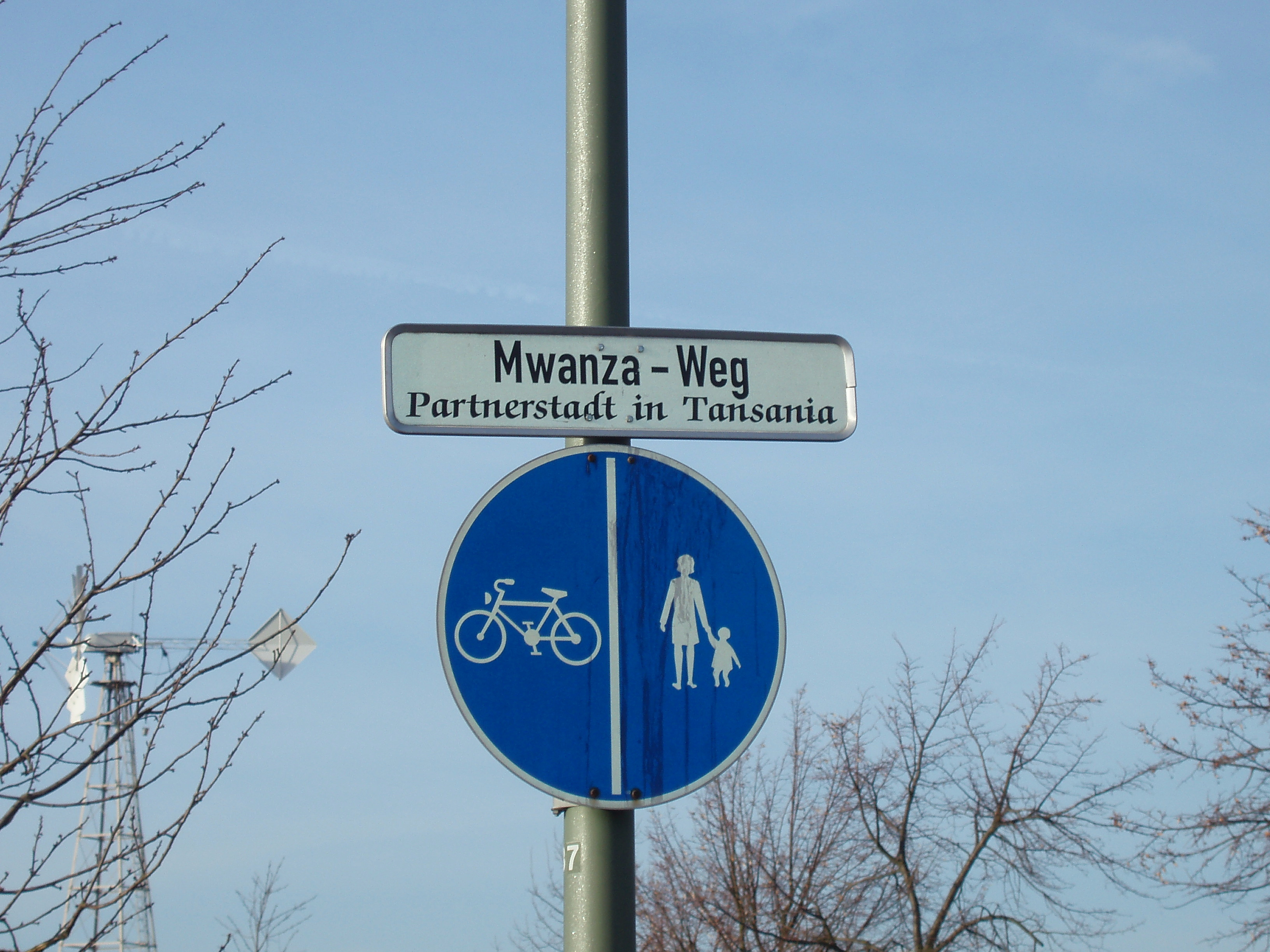
Fast alle Straßen auf dem Heuchelhof sind benannt nach bedeutenden Städten

## Gliederung
Der Architekt Gerhard G. Dittrich konzipierte den ersten Bauabschnitt H1 (Straßburger Ring). Dieser Entwurf sah einen verdichtet gebauten Innenbereich mit Hochhäusern vor, der durch Arkadengänge und enge Nachbarschaftsbebauung ein südländisches Flair erhalten sollte. Diese verdichtete Bauweise sollte als räumliche Voraussetzung für eine enge Kommunikation der Bewohner dienen.
Auf den Architekten Alexander von Branca aus München geht die Anlage der Rundlinge in den weiteren Baukreisen zurück. Die ringförmige Anlage der Baugebiete mit den verkehrsberuhigten Zonen eignet sich für Kinder, die vor ihrer Haustüre spielen können. Durch geringen Durchgangsverkehr ist die Wohnlage ruhig. Die Grundkonzeption, alle Fußgängerbereiche stufenlos zu erschließen, dient der Barrierefreiheit für Rollstuhlfahrer und Senioren.

### Wiener Ring
Der Wiener Ring ist der zweitälteste Bereich des Heuchelhofs, das sich neben dem Naturschutzgebiet Bromberg-Rosengarten befindet.
Seit September 2011 ist das Naturschutzgebiet Bromberg-Rosengarten im sog. Naturatlas Bayern Arche verzeichnet. Dieser Naturatlas – 2010 vom Bayerischen Staatsministerium für Umwelt und Gesundheit initiiert – vernetzt Bayerns Schutzgebiete und dient gleichsam als Ökoführer für Urlauber. Das Naturschutzgebiet Bromberg-Rosengarten kann man auf seinen Wanderwegen erkunden. Die Stadt Würzburg hat die Besonderheiten des Biotops mit Hinweistafeln ausgestattet. 

### Straßburger Ring
Der Straßburger Ring ist der älteste Bereich des Heuchelhofs. Der Straßburger Ring umschließt einen Wohnblock mit Hochhäusern, in dessen Zentrum sich der Place de Caen befindet. Dies ist der Marktplatz des Heuchelhofs und Ort vieler Versammlungsgelegenheiten, wie Maibaumfesten oder dem Osterfeuer. Im äußeren Bereich des Straßburger Rings finden sich vorwiegend Ein- und Mehrfamilienhäuser im Bungalowstil, jedoch keine Hochhäuser. Im inneren Bereich des Straßburger Ring befindet sich auch die 1974 gegründete Grund- und Ganztagsschule (GTS), deren Einzugsbereich traditionell über den Stadtteil hinausgeht. Die GTS wird durch ihre kulturellen und Völker verbindenden Aktivitäten als UNESCO-Projektschule bezeichnet. 

### Athener Ring
Der Athener Ring ist ein Wohngebiet des Heuchelhofs, das an einem Waldrand in einer ruhigen Zone liegt. Das Areal des Athener Rings besteht aus circa 75 Ein- und Mehrfamilienhäusern. Auch ein Seniorenpflegeheim ist hier zu finden. Der Ring ist durch eine eigene Straßenbahnhaltestelle und eine Auffahrt auf die B19 gut mit dem restlichen Heuchelhof und der Stadt Würzburg verbunden. Hier steht auch die nach dem in Würzburg geborenen Schriftsteller Leonhard Frank benannte Grundschule. Im Süden des Athener Rings gibt es ein Naturschutzgebiet, welches einen alten Steinbruch beinhaltet, der an den besagten Wald grenzt. 

### Prager Ring
Der Prager Ring liegt zwischen dem südwestlich liegenden Athener Ring und dem östlicheren Madrider Ring. Er entstand Anfang der neunziger Jahre. In der Mitte des Rings, der Warschauer Straße, sind mehrere Reihenhäuser kreisförmig um einen Spielplatz angeordnet, die bis zum Abzug der US-Truppen aus Würzburg von deren Angehörigen bewohnt wurden. Im übrigen Ring stehen zirka 80 Einfamilien- und Doppelhäuser.
Im Süden des Prager Rings liegt die Belgrader Straße, die nochmals in zwei kleinere Ringe unterteilt ist. Abgeschlossen wird der Prager Ring südlich von etwa 80 Schrebergärten, im Norden grenzt der Prager Ring an die Heuchelhofstrasse, die alle größeren Ringe des Heuchelhofs miteinander verbindet. Des Weiteren beinhaltet der Ring ein betreutes Wohnheim.

## Benennung der Straßen
Ein besonderes Merkmal des Heuchelhofs ist die Wahl der Bezeichnung für die hiesigen Straßen. So sind die Straßen im vorderen Bereich (H1) nach europäischen Hauptstädten benannt, beispielsweise Berner Straße, Londoner Straße, Römer Straße und Osloer Straße, aber auch nach politischen Zentren, etwa Straßburger Ring (Sitz des EU-Parlaments) oder Bonner Straße (ehemaliger Regierungssitz der BRD).
Im mittleren Bereich des Heuchelhofs dominieren hingegen vor allem Straßennamen, die nach den Würzburger Partnerstädten benannt sind. Hier finden sich etwa eine Salamancastraße, eine Rochesterstraße oder eine Faribaultstraße. Auch einige Spazierwege sind nach Partnerstädten benannt, etwa der Bray-County-Wicklow-Weg, der Mwanza-Weg oder der Umeå-Weg.
Eine eigene Namensherkunft wird noch im Bereich des Athener Rings verwendet, hier gibt es insbesondere – entsprechend der griechischen Hauptstadt Athen – Namen aus der griechischen Kultur, so etwa eine Olympiapromenade, einen Trojaweg oder einen Ephesusweg.

## Helfer vor Ort
Der Heuchelhof verfügt über einen Helfer vor Ort mit jährlich etwa 360 Einsätzen, der durch die Arche gGmbH in Zusammenarbeit mit dem Bayerischen Roten Kreuz betrieben wird.

## Sport
Der Breitensportverein SC Heuchelhof Würzburg e. V. bietet eine Vielzahl an Sportarten für jede Altersgruppe an, darunter Basketball, Ju-Jutsu, Jugend- und Frauenfußball, Tischtennis, Turnen und Volleyball. In den vergangenen Jahren wurde der Verein durch seine erfolgreiche Arbeit im Basketball und Mädchenfußball auch überregional bekannt. 
Die Jugendabteilung des Basketball ist Bestandteil der s.Oliver Würzburg Akademie, deren 1. Herrenmannschaft in der Basketball-Bundesliga spielt.
Für seine erfolgreiche Nachwuchsarbeit im Mädchenfußball (Heuchelhof-Dragons) wurde der Verein mehrfach national ausgezeichnet, darunter mit dem Bildungspreis der Deutschen Akademie für Fußball-Kultur. Als Schirmherrinnen konnten für den Verein Bundestagsvizepräsidentin Claudia Roth sowie die KiKa-Moderatorin Shary Reeves gewonnen werden. Der Verein hat ca. 1.000 Mitglieder, aktueller Vorstand ist der Würzburger Bildungsforscher und Universitätsprofessor Heinz Reinders.